# Son cubain
Genres dérivés
Songo
Genres associés
Salsa Merengue
Le son est un genre musical cubain dansant qui a atteint une projection internationale à partir des années 1930. 
Ce rythme combine la structure et les caractéristiques de la musique espagnole avec des éléments et instruments musicaux afro-cubains et indigènes. Le son cubain est l'un des genres les plus influents de la musique latino-américaine ; ses dérivés et fusions, en particulier la salsa et le mambo, se sont largement répandus dans le monde entier.  Sa structure musicale existe dans d'autres pays des Caraïbes avec d'autres noms et variations. En septembre 2012, le son a été déclaré patrimoine culturel de Cuba. 

## Histoire

### Origines
La couronne d'Espagne avait permis aux esclaves de Cuba de conserver certaines de leurs coutumes africaines, en particulier le jeu du tambour et le chant religieux. La fusion des différentes cultures africaines avec la culture colonisatrice espagnole amorce un processus complexe de transculturation, auquel d'autres cultures se sont ajoutées au fil des siècles. Selon les historiens de la musique cubaine, le son est originaire de la région orientale de Cuba à la fin du XIXe siècle. 
Le syncrétisme culturel qui regroupe ce genre cubain est un mélange de métissage culturel afro-cubain et espagnol. Cela a donné naissance au changüí, qui est le rythme original du genre son cubain, pendant un siècle plus tard ce nouveau rythme prend forme. Cette fusion a donné naissance au son, un style musical complètement indigène à Cuba,. En raison de sa proximité avec les autres régions, le son est né dans les régions orientales du pays, c'est-à-dire Guantanamo, Santiago de Cuba et Manzanillo et se propage dans reste de l’île. Nené Manfugas, musicien d'origine haïtienne a introduit à Guantánamo puis en 1892 au carnaval de Santiago de Cuba, au début), il joua les sons les plus anciens et les plus primitifs et le propulsa comme genre national. Sa façon d'interpréter le son a impressionné les habitants de la ville et a représenté un élément fondamental dans la diffusion du son, caractérisé jusqu'à ce moment par son confinement dans les zones rurales.
Ce n'est qu'en 1909 ou 1910 que le son arrive à La Havane. En 1909, le service militaire devenu obligatoire, des militaires de Santiago de Cuba se rendront à La Havane et y apporteront le son où le tempo s’accélérera, et le nombre de musiciens passera à six : Sexteto Boloña, Sexteto Occidental ; le Cuarteto Oriental devient le Sexteto Habanero. Une variante du son, le Sucu-Sucu, naît dans l'Île des Pins, maintenant appelée l'Île de la Jeunesse (Cuba) ; son compositeur le plus célèbre est Eliseo Grenet. Les musicologues le classent comme étant une variante du Son. Il est cependant difficile de dire si la forme primaire du Sucu Sucu est apparue ou non avant le son.

### Années 1920

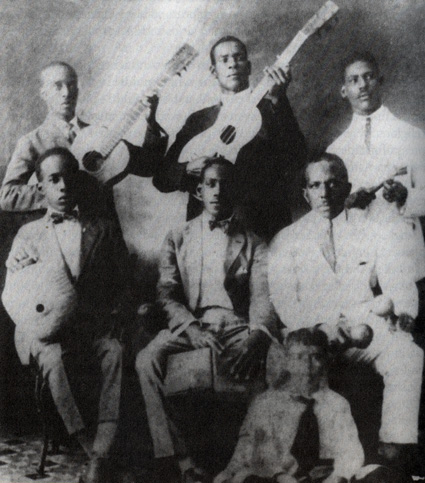
Sexteto Habanero.

La danse populaire des années 1920 était le danzón, une danse de salon pratiquée par la haute société de La Havane. Peu à peu, des orchestres ont délaissé le danzón pour jouer du son. La bourgeoisie cubaine détestait le nouveau genre qui appartenait aux couches populaires. Contrairement au danzón, le son était une danse plus audacieuse, car le couple dansait très près, les jambes entrelacées et les femmes se contournaient de manière sensuelle. Le gouvernement l'avait même interdit, l'accusant d'immoralité, mais il s'est vite fait une place jusque dans les dancings les plus raffinés, tandis que les maisons de disques lui accordaient une diffusion illimitée. La radio débute à Cuba pendant la même décennie et le son a commencé à se répandre à un niveau massif. Les premiers enregistrements sonores sont en cours et cette musique devient la musique de danse la plus populaire de l'époque. 
Un des groupes les plus célèbres est le Trio de Miguel Matamoros avec des succès comme Mamá, son de la Loma, El que siembra su maíz… Il est bientôt concurrencé par d'autres, comme le Sexteto Munamar, le Sexteto Machín, qui ont légué eux aussi des enregistrements inoubliables. En 1927, Ignacio Piñeiro crée le Sexteto Nacional, qui deviendra ensuite Septeto Nacional, ajoutant pour la première fois dans l'histoire du son une trompette comme instrument principal. En 1928, le Septeto Nacional est la vedette de l'exposition universelle de Séville en Espagne.

### Années 1930—1950
Au début des années 1930, le son devient le genre musical et de danse le plus influent à Cuba. Il reçoit un label officiel lorsque le président Gerardo Machado demande à La Sonora Matancera de se produire à l'occasion de sa fête d'anniversaire. Rita Montaner qui possédait une très belle voix de soprano, avec son pianiste Ignacio Villa, le célèbre « Bola de Nieve » triomphent ensemble à Paris avec le pregón-són du pianiste cubain Moisés « El Manisero » Simóns. La mode du son gagne les États-Unis (là bas on l'appelle rhumba), avec « El Manisero » (The Peanut Vendor) enregistrée par Don Azpiazu et le Havana Casino Orchestra et interprétée à Broadway par Antonio Machín. En France, ce sont notamment Don Barreto et les Lecuona Cuban Boys qui feront connaître le rythme du son. En 1930, Arsenio Rodríguez fusionne le son avec le guaganco (une des formes de la rumba) et donne naissance au son montuno (Papa Upa et Para bailar son montuno).
Vers 1950, Benny Moré fait évoluer le son avec d'autres rythmes cubains (Castellano que bueno baila usted et Vertiente Camaguey) ; les Portoricains vont eux aussi adopter le son. L'un d'eux, Ismael « Maelo » Rivera, « El Brujo de Borinquen » sera sacré « Sonero Mayor ». Carlos Puebla, à l'encontre de la tendance à en accélérer le rythme dans les années 1940 et 1950, puise dans la tradition du son dans un style mélancolique et humoristique avec des arrangements simples mais subtils, tout comme Los Compadres avant lui.
Cependant à Cuba, le son ne cesse d'évoluer sans jamais véritablement renier ses racines, au gré des influences musicales et technologiques qui pénètrent dans le pays. Le cha-cha-cha, le mambo, le songo ou la timba sont en ce sens des descendants directs du son.

### Années 1960—1990
À partir de la seconde moitié des années 1960, le son va constituer la base de ce qu'on nommera, d'abord à New York, la salsa, synthèse et évolution de plusieurs rythmes cubains et portoricains.
En 1989, lors d'un festival organisé par le Smithsonian Institution, Compay Segundo chante pour la première fois Chan Chan.
La disparition de l'URSS (principal pilier économique de Cuba) en 1991 contraint Cuba à promouvoir le tourisme pour attirer les devises étrangères. Avec le tourisme, la musique devient l'un des atouts les plus importants de Cuba. En 1997, Ry Cooder décide de reformer un groupe de son. L'album du groupe Buena Vista Social Club et le film documentaire homonyme de Wim Wenders, ainsi qu'une série d'album, provoquent un boom mondial de la musique cubaine.

### Époque moderne

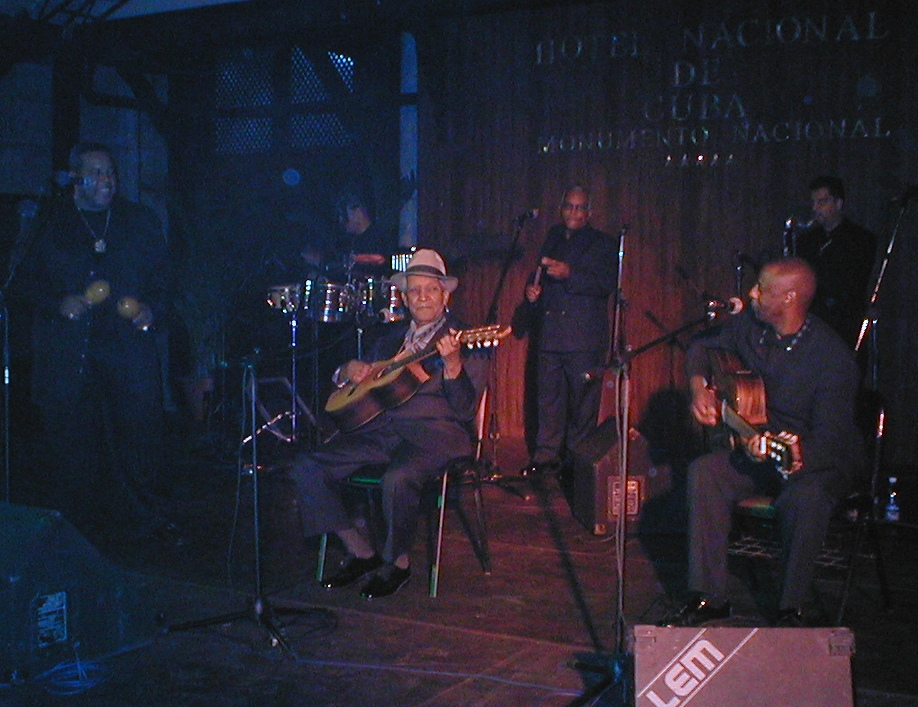
Compay Segundo à La Havane, en août 2002.

Aujourd'hui, bien qu'il ne soit plus aussi populaire, le son traditionnel a été assimilé par d'autres genres musicaux et est présent dans ceux-ci. D'autres types de musique populaire cubaine et d'autres styles de musique latine continuent à utiliser la référence essentielle du son.
Une autre contribution importante du son a été l'introduction des congas dans la musique commerciale. La montée en popularité du son a fait connaître l'énorme potentiel de la musique aux rythmes afro-cubains. Cela a conduit au développement et à la très grande diffusion de nouveaux genres de musique latine. En outre, les genres des années 1940, comme le mambo, présentent de nombreuses caractéristiques dérivées du son. Les orchestres de Charanga ont également développé une musique fortement influencée par le son. L'apport le plus significatif du son est peut-être son influence sur la musique latine actuelle. Le son est considéré comme la base à partir de laquelle la salsa a été créée.
Le 4 septembre 2012, le son cubain est déclaré patrimoine culturel de la nation, selon une résolution signée et lue au théâtre Heredia par Orlando Vistel, président de l'Institut Cubain de Musique.

## Instruments
Les instruments de musique utilisés dans les premiers groupes musicaux cubains étaient la guitare, le tres, le bongo, la botija ou marímbula, qui est remplacé par la contrebasse, et enfin la venue des claviers et les maracas, et plus tard à la recherche de nouvelles sonorités plus cuivrée, la venue de la trompette.

## Artistes notables
- Pacho Alonso
- Abelardo Barroso
- Adalberto Álvarez
- Compay Segundo (du Dúo Los Compadres); ses musiciens ont formé après sa mort le groupe Grupo Compay Segundo.
- El Conde (Pete Rodríguez)
- Celia Cruz
- Miguelito Cuní
- Carlos Embale
- Roberto Faz
- Ibrahim Ferrer
- El Guayabero (Faustino Oramas)
- Pío Leiva
- Miguel Matamoros
- Sonora Matancera
- Monguito
- Benny Moré
- Eliades Ochoa
- Guillermo Portabales
- Ignacio Piñeiro
- Ismael Rivera
- Arsenio Rodríguez
- Tito Rodríguez
- Ñico Saquito